# Newton (unidad)
En física, un newton (símbolo: N) es la unidad de medida de la fuerza en el Sistema Internacional de Unidades, nombrada de esa forma por las aportaciones de Isaac Newton a la física, especialmente a la mecánica clásica concretamente Segunda ley del movimiento de Newton.
Se define como 1 kg⋅m/s2, la fuerza que proporciona a una masa de 1 kilogramo una aceleración de 1 metro por segundo en cada segundo.

## Definición
Es una unidad derivada del Sistema Internacional de Unidades que se compone de las unidades básicas:

{\displaystyle \mathrm {\,N={\frac {kg\cdot m}{s^{2}}}} }

Un newton es la cantidad de fuerza aplicada durante un segundo a una masa de un kilogramo para que esta adquiera la velocidad de un metro por segundo respecto a la velocidad colineal que tenía previamente a la aplicación de la fuerza. Las fuerzas tienen carácter vectorial y son la base del estudio de la dinámica, una de las principales ramas que tiene la mecánica.
En 1946, la VIII Conferencia General de Pesos y Medidas (CGPM), resolución 2, normalizó la unidad de fuerza del sistema MKS de unidades como la fuerza necesaria para proporcionar una aceleración de un 1 m/s² a un objeto de 1 kg de masa. La IX CGPM, de 1948, adoptó el nombre de «newton» en su resolución 7.
En términos más formales, Segunda ley del movimiento de Newton establece que la fuerza ejercida sobre un objeto es directamente proporcional a la aceleración adquirida por dicho objeto, así:
{\displaystyle F=ma,}
donde {\displaystyle m} representa la masa del objeto sometido a una aceleración {\displaystyle a}.

## Ejemplos
- La gravedad media en la Tierra (convencionalmente, g = 9,80665 m/s²), una masa de un kilogramo ejerce una fuerza de unos 9,8 newtons.
- Una manzana de tamaño medio, con 200 g, ejerce unos dos newtons de fuerza en la superficie de la Tierra, que medimos como el peso de la manzana en la Tierra.

0,200 kg × 9,80665 m/s² = 1,961 N.
- Un peso medio de adulto ejerce una fuerza de unos 608 N en la Tierra.

62 kg × 9,80665 m/s² = 608 N (donde 62 kg es la masa media mundial de un adulto).

## Kilonewtons

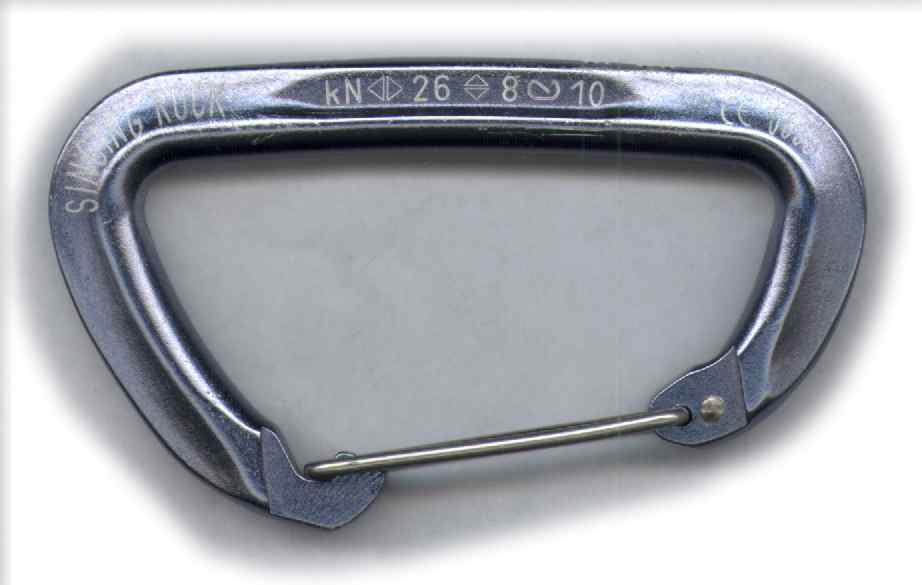
Un mosquetón utilizado en escalada en roca, con un índice de seguridad de 26 kN cuando se carga a lo largo de la espina dorsal con el gatillo cerrado, 8 kN cuando se carga perpendicular a la espina dorsal, y 10 kN cuando se carga a lo largo de la espina dorsal con el gatillo abierto.

Es frecuente véase fuerzas expresadas en kilonewtons (kN), donde 1 kN = 1000 N. Por ejemplo, el esfuerzo de tracción de una locomotora de tren de vapor Clase Y y el empuje de un F100 son ambos de alrededor de 130 kN.
Un kilonewton, 1 kN, equivale a 102 kgf, o unos 100 kg de carga bajo la gravedad terrestre.
1 kN = 102 kg × 9,81 m/s².
Así, por ejemplo, una plataforma que indique que tiene una capacidad nominal de 321 kilonewtons (72 163,7 lbf) soportará con seguridad una carga de 32 100 kilogramos (70 768,4 lb).
Las especificaciones en kilonewtons son comunes en las especificaciones de seguridad para:
- los valores de sujeción de elementos de fijación, anclajes a tierras, y otros elementos utilizados en la industria de la edificación;
- cargas de trabajo en tensión y en cortante;
- equipo para escalada;
- empuje de motor de cohetes, motor de reaccións y vehículo de lanzamientos;
- fuerzas de sujeción de los distintos moldes de las máquinas de moldeo por inyección utilizadas para fabricar piezas de plástico.

## Múltiplos del Sistema Internacional
En la tabla que sigue se relacionan los múltiplos y submúltiplos del newton en el Sistema Internacional de Unidades.
| Submúltiplos                                   | Submúltiplos | Submúltiplos |        | Múltiplos | Múltiplos    | Múltiplos |
| Valor                                          | Símbolo      | Nombre       | Valor  | Símbolo   | Nombre       |           |
| 10−1 N                                         | dN           | decinewton   | 101 N  | daN       | decanewton   |           |
| 10−2 N                                         | cN           | centinewton  | 102 N  | hN        | hectonewton  |           |
| 10−3 N                                         | mN           | milinewton   | 103 N  | kN        | kilonewton   |           |
| 10−6 N                                         | µN           | micronewton  | 106 N  | MN        | meganewton   |           |
| 10−9 N                                         | nN           | nanonewton   | 109 N  | GN        | giganewton   |           |
| 10−12 N                                        | pN           | piconewton   | 1012 N | TN        | teranewton   |           |
| 10−15 N                                        | fN           | femtonewton  | 1015 N | PN        | petanewton   |           |
| 10−18 N                                        | aN           | attonewton   | 1018 N | EN        | exanewton    |           |
| 10−21 N                                        | zN           | zeptonewton  | 1021 N | ZN        | zettanewton  |           |
| 10−24 N                                        | yN           | yoctonewton  | 1024 N | YN        | yottanewton  |           |
| 10−27 N                                        | rN           | rontonewton  | 1027 N | RN        | ronnanewton  |           |
| 10−30 N                                        | qN           | quectonewton | 1030 N | QN        | quettanewton |           |
| Prefijos comunes de unidades están en negrita. |              |              |        |           |              |           |

Esta unidad del Sistema Internacional es nombrada así en honor a Isaac Newton. En las unidades del SI cuyo nombre proviene del nombre propio de una persona, la primera letra del símbolo se escribe con mayúscula (N), en tanto que su nombre siempre empieza con una letra minúscula (newton), salvo en el caso de que inicie una frase o un título.
Basado en The International System of Units, sección 5.2.

## Factores de conversión
| v t e | newton       | dina          | kilogramo-fuerza, kilopondio | libra-fuerza   | poundal       |
| --- | ------------ | ------------- | ---------------------------- | -------------- | ------------- |
| 1 N | ≡ 1 kg⋅m⋅s-2 | = 105 dyn     | ≈ 0.10197 kp                 | ≈ 0.22481 lbf  | ≈ 7.2330 pdl  |
| 1 dina | = 10-5 N     | ≡ 1 g⋅cm/s2   | ≈ 1.0197-6kp                 | ≈ 2.2481-6lbf  | ≈ 7.2330-5pdl |
| 1 kp | = 9.80665 N  | = 980665 dina | ≡ gn × 1 kg                  | ≈ 2.2046 lbf   | ≈ 70.932 pdl  |
| 1 lbf | ≈ 4.448222 N | ≈ 444822 dina | ≈ 0.45359 kp                 | ≡ g{n × 1 lb   | ≈ 32.174 pdl  |
| 1 pdl | ≈ 0.138255 N | ≈ 13825 dina  | ≈ 0.014098 kp                | ≈ 0.031081 lbf | ≡ 1 lb⋅ft/s2  |
| El valor de gn como se utiliza en la definición oficial del kilogramo-fuerza (9,80665 m/s2) se utiliza aquí para todas las unidades gravitacionales. |              |               |                              |                |               |